# 亨里克·罗兹米亚雷克
亨里克·罗兹米亚雷克（波蘭語：Henryk Rozmiarek，1949年1月13日—2021年3月10日），波兰男子手球运动员。他曾代表波兰参加1972年、1976年和1980年夏季奥林匹克运动会手球比赛，其中1976年奥运会获得一枚铜牌。